# السفينة (الأردن)
قرية السفينة (As-Safena) هي قرية صغيرة يبلغ عدد سكانها حوالي 1584 نسمة في عجلون الغربية شمال الأردن. تقع في منطقة جبيلة نائية تبعد حوالي 10 كيلومترات عن مدينة عجلون. يعود تسميتها «سفينة» إلى الجبل الذي تقف عليه ويشبه السفينة.

## التاريخ
حسب التعداد الأردني لعام 1961، كان عدد سكان السفينة 183.

## التعليم
يوجد 3 مدارس في القرية. تم بناء مدرسة السفينة الثانوية للبنات عام 1998 وتخدم حاليا 150 طالبة من الصف الخامس حتى التوجيهي و 50 طالبة في رياض الأطفال. تخدم مدرسة السفينة الثانوية للبنين الذكور في الصفوف الخامس حتى التوجيهي، بينما تخدم مدرسة السفينة الابتدائية المبنية حديثا الفتيان و الفتيات من الصف الأول وحتى الصف الرابع الأساسي.

## ببليوغرافيا
- Government of Jordan, Department of Statistics (1964). First Census of Population and Housing. Volume I: Final Tables; General Characteristics of the Population (PDF). مؤرشف من الأصل (PDF) في 2015-04-03.